# Park Jin-sung
Park Jin-sung (ur. 4 lipca 1985) – południowokoreański zapaśnik w stylu klasycznym. Trzykrotny uczestnik mistrzostwach świata; zajął 17 miejsce w 2010. Brązowy medalista igrzysk azjatyckich w 2010. Złoty medal na mistrzostwach Azji w 2010, srebrny w 2013 i brązowy w 2015 i 2016. Pierwszy w Pucharze Świata w 2008; szósty w 2013; ósmy w 2011. Drugi w Pucharze Azji w 2003. Mistrz świata juniorów w 2003. Wicemistrz Azji juniorów w 2002 roku.